# Július Balász
Július Balász, nach ca. 1945 auch Július Baláž (* 5. Oktober 1901 in Budapest; † 29. Oktober 1970 in Prag) war ein jüdischer Sportler in der Tschechoslowakei. Er nahm an Sportveranstaltungen des jüdischen Turn- und Sportvereins Makabi in der Tschechoslowakei teil und gehörte zu den bekanntesten jüdischen Sportlern des Landes der Zwischenkriegszeit. Während des Krieges wurde Balász in Konzentrationslagern  festgehalten.

## Leben
Július Balász, dessen Eltern mit ihm nach 1918 zurück in die Slowakei umzogen, besuchte ab 1920 eine Handelsakademie in Brünn, wo er Mitglied des Vereins Makkabi Brünn wurde, später Bar Kochba Brünn, und seine sportliche Karriere einleitete.
Nach der Errichtung des Protektorats Böhmen und Mähren lebte er noch eine Zeitlang in Brünn und Prag (als Angestellte des Zionistischen Verbandes), wurde verhaftet und in die Konzentrationslager KZ Theresienstadt, danach KZ Auschwitz und schließlich KZ Friedland (Außenlager von KZ Groß-Rosen) deportiert. Nach Kriegsende arbeitete er als Trainer und Verbandsfunktionär.

## Sportliche Karriere
In Brünn widmete er sich den Disziplinen Schwimmen, Wasserball und vor allem Wasserspringen, ab 1925 in Prag im Verein Hagibor. In den nächsten Jahren konnte er mehrere bedeutende Erfolge verzeichnen:
- 1921 gewann er seine ersten nationalen Meistertitel im Freistilschwimmen 50 m und 100 m sowie im Staffelschwimmen 4 × 50 m
- 1922 beteiligte er sich auf dem Meistertitel seiner Mannschaft im Staffelschwimmen 4 × 200 m
- 1924 Beteiligung am Meistertitel 4 × 100 m Freistil- sowie Lagenschwimmen, tschechoslowakischer Rekord 50 m Freistil
- Teilnahme an den Olympischen Spielen Paris 1924 (ohne Medaille)
- 1926 Sieg in der zum ersten Mal ausgetragenen nationalen Meisterschaft in Wasserspringen, in der er siegte; Teilnahme an der Europameisterschaft in Budapest, Bronzemedaille für die Tschechoslowakei
- 1927, 1928 und 1929 Sieg im Wasserspringen in den nationalen Meisterschaften; Teilnahme an den Olympischen Spielen Amsterdam 1928
- 1930 Staffelschwimmen-Sieg 4 × 100 m an den WMU-Spielen in Antwerpen
- 1933 erster Platz im Wasserspringen 3 m an den WMU-Spielen in Prag
- 1935 Teilnahme an der II. Makkabiade in Tel Aviv mit Siegen im Wasserspringen 3 m und im Wasserball.

Nach der Beendigung seiner aktiven Sportkarriere engagierte sich Július Balász sowohl in der tschechoslowakischen wie auch internationalen Makabi-Bewegung und deren Verbänden.